# Berganty
Berganty é uma comuna francesa na região administrativa de Occitânia, no departamento de Lot. Estende-se por uma área de 6,98 km². Em 2010 a comuna tinha 119 habitantes (densidade: 17 hab./km²).